# منطقة باغو
منطقة باغو هي منطقة تقع جنوب وسط ميانمار، عاصمة المنطقة هي باغو.